# Il piombo e la carne
Il piombo e la carne (dt. Übersetzung: Das Blei und das Fleisch) ist ein im deutschsprachigen Raum nicht aufgeführter Italowestern aus dem Jahr 1965.

## Handlung
Chata, ein Cherokee, ist in die weiße Farmerstochter Mabel verliebt. Deren Vater Nat Masters teilt aber die Meinung der meisten in der Ortschaft Rockstone, dass Indianer nur Übles im Sinn haben können; Mabels Mutter war selbst Indianerin und beging aus Gram über den Kindsvater Selbstmord.
Da Masters Holz benötigt, um einen Vertrag zu erfüllen, möchte er einen Wald roden, der aber den Indianern gehört. Er täuscht mit Hilfe seiner Söhne einen Indianerüberfall vor, um die Rodung als Rache darstellen zu können; da die Indianer sich wehren, gibt es Tote, und Chata wird ins Gefängnis geworfen. Mabel, die ohne ihr Wissen dem Holzhändler Lasky versprochen wurde, sagt aus Loyalität ihrem Vater gegenüber gegen Chata aus.
Aus dem Gefängnis entlassen, nimmt er mit Hilfe des frommen Händlers Jonathan Rache für das erlittene Unrecht.

## Kritik
„Nicht nur ein ausgesprochen effektiver Western, sondern in seiner durchaus gleichberechtigten und nicht verkitschenden Behandlung der Indianer ein bemerkenswerter Film.“

„Ungewöhnlich guter Indianerwestern.“

## Hintergrund
Der in Spanien gedrehte Film trägt den Alternativtitel Il sentiero dell'odio.
Das Filmlied "A Western Man" singt Peter Tevis.